# GX Velorum
GX Velorum là tên của một sao biến quang đơn độc nằm trong một chòm sao phương nam tên là Thuyền Phàm. Bằng mắt thường, ta thấy nó là một ngôi sao màu xanh trắng, mờ do cấp sao biểu kiến trung bình của nó là 4,99. Để có thể nhìn thấy nó rõ ràng nhất, ta cần có một vị trí cách xa thành thị (do sự ô nhiễm ánh sáng đã làm hạn chế tầm nhìn) và điều kiện thời tiết tốt. Dựa trên giá trị thị sai thu thập được, khoảng cách của nó với mặt trời của chúng ta là 4200 năm ánh sáng và hiện đang di chuyển ra xa hơn với vận tốc là 28 km/s. Nó có lẽ là thành thiên của mối liên kết các ngôi sao có cùng chung chuyển động tên là Vela OB1.
Thiên thể này là một ngôi sao siêu khổng lồ màu xanh với quang phổ loại B5 Ia. Nó được cho là sao biến quang loại Alpha Cygni với cấp sao biểu kiến thay đổi tử 4,97 đến 5,04. Hiện tại, khối lượng của nó đang mất đi với tốc độ (0.40 ± 0.02) × 10−6 khối lượng mặt trời trên một năm (cụ thể hơn là sau mỗi 25 triệu năm thì nó mất đi một khối lượng gấp 10 lần khối lượng mặt trời). Tuổi của nó là 8,3 triệu năm và khối lượng hiện tại gấp 35 mặt trời. Nó có bán kính gấp 61 mặt trời đang phát ra ánh sáng hay có thể nói là nó tỏa ra năng lượng gấp 214000 lần mặt trời với nhiệt độ hiệu dụng nơi quang cầu của nó là 15000 Kelvin.

## Dữ liệu hiện tại
Theo như quan sát, đây là ngôi sao nằm trong chòm sao Thuyền Phàm và dưới đây là một số dữ liệu khác:
- Xích kinh 09h 11m 04.39802s[10]
- Độ nghiêng −44° 52′ 04.4411″[10]
- Cấp sao biểu kiến +4.99[3] (4.97 to 5.04)[1]
- Cấp sao tuyệt đối −7.20[5]
- Vận tốc hướng tâm +282±08 km/s[4]
- Loại quang phổ B5 Ia[6]
- Giá trị thị sai 0,7696 +/- 0,1585 mas[10]